# Родовище нафти і газу
Родовище нафти і газу, газонафтове родовище — це сукупність окремих покладів нафти і газу, розміщених під однією площею земної поверхні; родовище, яке складається з нафтових і газових покладів. При наявності газоконденсатних (конденсатних) покладів родовище необхідно називати родовищем нафти, газу і газоконденсату (конденсату). Виділяють газонафтові родовища (точніше поклади) за відношенням газо- і нафтонасиченого об'ємів (%) як нафтові родовища з газовою шапкою (до 25), нафтогазові (25-50), газонафтові (50-75) і газові з нафтовою облямівкою (понад 75).

## Загальний опис
Оскільки нафта і газ ніколи не залягають в місці свого утворення, то під терміном «родовище» слід розуміти не місце утворення, а місце залягання пастки вуглеводнів, в яку вони потрапили внаслідок міграції.
Родовище нафти і газу може мати від одного до декількох десятків покладів. Одиничний поклад може вважатися родовищем, якщо він містить запаси нафти і газу, що зумовлюють доцільність його розроблення. Декілька покладів можуть входити до одного родовища, якщо вони характеризуються однотипними структурами, що визначають спільність організації пошуків, розвідки і видобутку нафти і газу. Проте не завжди можна визначати межі родовища лише з урахуванням типу структури. Іноді велика структура характеризує цілу зону нафто-газонакопичення, що містить кілька родовищ нафти і газу. Прикладом такої зони може слугувати залягання осадових гірських порід, які характеризується одним типом структури — монокліналлю. Але монокліналь на своїй протяжності може мати різного роду екрановані поклади. При цьому не виключена можливість утворення кількох розрізнених покладів нафти і газу, які потребують різного підходу до організації робіт з їх розвідки і видобутку. В цьому випадку єдина моноклінальна структура, яка є зоною нафтогазонакопичення, розбивається за територіальною ознакою на декілька родовищ. Тому у визначенні поняття «родовище нафти і газу» йдеться не лише про тип структури, а й про поширення покладів в надрах земної кори однієї і тієї ж площі.
Існування в земній корі двох основних геологічних структур — геосинкліналей і платформ визначило поділ родовищ нафти і газу на два основні класи: 
І клас — родовища, що сформувалися в геосинклінальних (складчастих) областях;
ІІ клас — родовища, що сформувалися в платформенних областях.
Характерними представниками родовищ першого класу є родовища Північного Кавказу, південно-східної частини Кавказького хребта, Криму, Східних Карпат, Туркменістану, Фергани, Узбекистану, Таджикистану та Сахаліну. Родовища нафти і газу, розташовані між Волгою й Уралом, відносяться до родовищ другого класу.

## Класифікація родовищ нафти і газу
За величиною видобутих запасів:
- 'Унікальні'  — понад 300 млн т нафти або 500 млрд м³ газу;
- 'Великі'  — від 30 до 300 млн т нафти або від 30 до 500 млрд м³ газу;
- 'Середні'  — від 5 до 30 млн т нафти або від 5 до 30 млрд м³ газу;
- 'Дрібні'  — від 1 до 5 млн т нафти або від 1 до 5 млрд м³ газу;
- 'Дуже дрібні'  — менше 1 млн т нафти, менше 1 млрд м³ газу

За фазовим співвідношенням нафти і газу:
- 'Нафтові' , що містять тільки нафту, насичену в різному ступені газом;
- 'Газонафтових' , в яких основна частина покладу нафтова, а газова шапка не перевищує за обсягом умовного палива нафтову частину покладу;
- 'Нафтогазові' , до яких відносяться газові поклади з нафтової облямівкою, в якій нафтова частина становить за обсягом умовного палива менше 50 %;
- 'Газові' , що містять тільки газ;
- 'Газоконденсатні' , що містять газ з конденсатом;
- 'Нафтогазоконденсатні' , що містять нафту, газ і конденсат.

За кількістю покладів виділяють одно- і багатопокладові родовища. Гігантське родовище Болівар в Венесуелі містить 325 покладів.
За генетичним положенням виділяють родовища платформ і родовища складчастих областей. Платформні родовища містять 96 % запасів нафти і 99 % газу. Саме на платформах у всьому світі зосереджено більшість гігантських родовищ: Східно-Європейської, Західно-Сибірської, Північно-Американської , Аравійської, Африканської платформ родовища містять основні запаси і дають майже весь видобуток нафти і газу в світі.
За максимально можливим дебітом свердловин розрізняють такі категорії родовищ:
| Категорія продуктивності | Нафтові поклади, т/доб Газові і газоконденсатні поклади, тис. м3/доб |
| Низькодебітні            | ≤7 < 20                                                              |
| Малодебітні              | – 20 — 100                                                           |
| Середньодебітні          | 7 — 25 100 — 500                                                     |
| Високодобітні            | 25 — 200 500 — 1000                                                  |
| Надвисокодебітні         | > 200 > 1000                                                         |

## Локалізація у світі
Більша частина нафтових родовищ розосереджена по семи регіонах світу і приурочена до внутрішньоматерикових западин та окраїн материків:
1. Перська затока — Середній Схід;
2. Мексиканська затока — Карибське море (включаючи прибережні райони Мексики, США, Колумбії, Венесуели і о. Тринідад);
3. острова Малайського архіпелагу і Нова Гвінея;
4. Західний Сибір;
5. Північна Аляска;
6. Північне море (головним чином норвезький і британський сектори);
7. о. Сахалін з прилягаючими ділянками шельфу.

Світові запаси нафти становлять понад 132,7 млрд т (1995). 3 них 74 % припадає на Азію, у тому числі Близький Схід (більше 66 %). Найбільшими запасами нафти володіють (у порядку зменшення): Саудівська Аравія, Росія, Ірак, ОАЕ, Кувейт, Іран, Венесуела, Мексика, Лівія, Китай, США, Нігерія, Азербайджан, Казахстан, Туркменістан, Норвегія.
Обсяг світового видобутку нафти становить близько 3,1 млрд т (1995), тобто майже 8,5 млн т на добу. Видобуток ведеться 95 країнами, причому понад 77 % продукції сирої нафти видобувають 15 з них, включаючи Саудівську Аравію (12,8 %), США (10,4 %), Росію (9,7 %), Іран (5,8 %), Мексику (4,8 %), Китай (4,7 %), Норвегію (4,4 %), Венесуелу (4,3 %), Велику Британію (4,1 %), Об'єднані Арабські Емірати (3,4 %), Кувейт (3,3 %), Нігерію (3,2 %), Канаду (2,8 %), Індонезію (2,4 %), Ірак (1,0 %). У США в 1995 р. 88 % усього видобутку нафти припадало на Техас (24 %), Аляску (23 %), Луїзіану (14 %), Каліфорнію (13 %), Оклахому (4 %), Вайомінг (3,5 %), Нью-Мексико (3,0 %), Канзас (2 %) i Північну Дакоту (1,4 %).
Найбільшу площу займає нафтогазоносний регіони Скелястих гір (штати Монтана, Вайомінг, Колорадо, північно-західна частина шт. Нью-Мексико, Юта, Аризона і Невада). Її продуктивна товща має вік від нижнєкамяновугільного до крейдового. Серед найбільших родовищ виділяються Белл-Крік у південно-східній Монтані, Солт-Крік і западина Елк у Вайомінгу, Рейнджлі в західному Колорадо і нафтогазоносний район Сан Хуан на північному заході Нью-Мексико.
Промисловий видобуток нафти в Тихоокеанській геосинклінальній провінції зосереджений у Каліфорнії і на півночі Аляски, де знаходиться одне з найбільших нафтогазових родовищ у світі — Прадхо-Бей. У майбутньому, в міру виснаження цього родовища, розробка покладів нафти, можливо, переміститься в межі Арктичного фауністичного резервату, де нафтові ресурси оцінюються майже в 1,5 млрд т. Основний нафтогазоносний район Каліфорнії — долина Сан-Хоакін — включає такі найбільші родовища, як Сансет-Мадуей, Кеттлмен-Гіллс і Коалінга. Великі родовища розташовані в басейні Лос-Анджелес (Санта-Фе-Спрінгс, Лонг-Біч, Вілмінгтон), менше значення мають родовища Вертура і Санта Марія. Більша частина каліфорнійської нафти пов'язана з міоценовими і пліоценовими відкладеннями.
Канада видобуває щорічно 89,9 млн т нафти, головним чином у провінції Альберта. Крім цього, нафтогазові родовища розробляються в Британській Колумбії (переважно газові), Саскачевані і південно-західній Манітобі (північне продовження басейну Віллістон).
У Мексиці основне залягання нафти і газу знаходиться на узбережжі Мексиканської затоки в районах Тампіко, Посаріка-де-Ідальго і Мінатитлан.
Найбільший нафтогазоносний басейн Південної Америки — Маракайбо розташований у межах Венесуели і Колумбії. Венесуела — провідний виробник нафти в Південній Америці. Друге місце належить Бразилії, третє — Аргентині, а четверте Колумбії. Нафта добувається також в Еквадорі, Перу і Тринідаді і Тобаго.
Відкриття на початку 1970-х років великих покладів нафти і газу в Північному морі вивело Велику Британію на друге місце в Європі по видобутку нафти, а Норвегію — на третє. Румунія належить до числа країн, де видобуток нафти з викопаних вручну колодязів почався ще в 1857 (на два роки раніше, ніж у США). Її основні південноприкарпатські нафтові родовища в значній мірі вичерпані, в 1995 у країні було добуто всього 6,6 млн т. Сумарний видобуток нафти в Данії, Югославії, Нідерландах, Німеччині, Італії, Албанії й Іспанії в тому ж році становив 18,4 млн т.
Головні виробники нафти на Близькому Сході — Саудівська Аравія, Іран, Ірак, ОАЕ і Кувейт. В Омані, Катарі і Сирії добувається понад 266 тис. т нафти на добу (1995). Основні родовища нафти в Ірані та Іраку розташовані вздовж східної периферії Месопотамської низовини (найбільші з них — південніше міста Басра), а в Саудівській Аравії — на узбережжі Перської затоки.
В Південній і Східній Азії провідним виробником нафти є Китай, де добовий видобуток становить приблизно 407,6 тис. т (1995). Найбільші родовища — Дацин у провінції Хейлунцзян (приблизно 40 % усього видобутку Китаю), Шенлі в провінції Хебей (23 %) і Ляохе в провінції Ляохе (приблизно 8 %). Нафтогазоносні басейни поширені також у центральних і західних районах Китаю.
Друге місце за видобутком нафти і газу в цьому регіоні займає Індія. Основні їхні запаси зосереджені в седиментаційних басейнах, що обрамляють докембрійський щит. Видобуток нафти на території Індонезії почався з 1893 (о. Суматра) і досяг в промислових масштабів у 1901. У кінці ХХ ст. Індонезія добувала 207,6 тис. т нафти в добу (1995), а також велику кількість природного газу. Нафта добувається в Пакистані, М'янмі, Японії, Таїланді та Малайзії.
В Африці найбільшу кількість нафти видобувають Нігерія і Лівія, значні також родовища Алжиру і Єгипту.
Під час енергетичної кризи 1970-х років велися пошуки альтернативних джерел енергії, що могли б замінити нафту. У Канаді, наприклад, відкритим способом розроблялися бітумінозні піски (нафтоносні піски, у яких після зникнення легких фракцій залишаються важкі нафти, бітум і асфальт). У Росії міститься аналогічне родовище на Тимані (Ярицьке). У США зосереджені великі запаси горючих сланців (на заході шт. Колорадо й в інших районах). Найбільше родовище горючих сланців знаходиться в Естонії. У Росії горючі сланці зустрічаються в Ленінградській, Псковській і Костромській областях, Поволжі, Іркутському вугленосному басейні.

## Основні родовища нафти і газу на пострадянському просторі
До головних нафтових родовищ на пострадянському просторі належать: Бакинський район, Грозненський район, Кубано-Чорноморський район, Ухто-Печорський, район Татарії і Башкирії, Ембенський район, Мангишлацька область, Туркменський район, Ферганський район, Сахалінський район, Сибірський район, Грузія і Білорусь.
У 1959 році зі свердловини на березі тайгової річки Конді близько селища Шаїм за-фонтанувала передбачена і давно розшукувана перша промислова західносибірська нафта. Були розвідані найбільші родовища Самотлор, Усть-Балицьке, Магіонське, Сургутське, Мамонтовське, Федоровське, Хомеогорське. У 1980 р. видобуток нафти в Західному Сибіру перевищив 312 млн т (включаючи газовий конденсат).
Нафтові і газові родовища є не тільки на заході Сибіру, але й в інших регіонах. На північ від Іркутська між Леною і Єнісеєм у силурійських породах є величезні запаси нафти і газу, розвідка яких тільки починається. Велике залягання нафти передбача-ється на Мангишлаку, у Каракумах і Прикаспійській низовині. У європейській частині перспективні щодо нових родовищ Білорусь, Оренбурзька і Пермська області Росії, Башкирія, Республіка Комі.
Деякі райони СНД, багаті на нафту, одночасно мають і природний газ (ПГ), однак, є значні запаси ПГ, і не пов'язані безпосередньо з нафтовими родовищами.
Першими великими і перспективними родовищами природного газу в післявоєнні роки стали родовища Ставропольського краю, Саратовської і Волгоградської областей, Дашавське і Шебелинське в Україні. Згодом запаси ПГ були відкриті також в Узбекистані, Туркменістані, Північному Заураллі, Усть-Вілюйську в Сибіру, у Куйбишевській, Астраханській і Оренбурзькій областях. На сьогодні у Західному Сибіру розрізняють дві великі області ПГ: Східну і Північну. На півночі Ямальського півострова є Новопортовське, Ведмеже, Заполярне та Уренгойське родовища.

## Нові великі родовища нафти і газу, відкриті після 2000 року
У період після 2000 р. в світі відкриті сотні нафтових і газових родовищ-гігантів:
- Кашаган (Казахстан) — 1,5 млрд т;
- Азері-Чираг-Гюнешлі (Азербайджан) — запаси 923 млн т;
- Каріока (Бразилія) — 33 млрд бар .;
- Ноксал (Мексика) — 10 млрд бар .;
- Фердоусі, Азадеган, Мунд, Заге (Іран) з запасами 30,6 млрд бар., 26 млрд бар., 6,63 млрд бар. і 1,3 млрд бар. відповідно.
- Галкиниш (Туркменія), запаси природного газу 21,2 трлн куб. м, запаси нафти — 300 млн т.